# Język kawésqar
Język kawésqar albo alacaluf, qawasqar – język należący do języków alakaluf, którym posługuje się plemię Alakalufów. Żyje tylko 12 osób używających tego języka, z czego 10 mieszka w Puerto Edén.

## Fonologia

### Samogłoski
|             | Przednie | Centralne | Tylne |
| ----------- | -------- | --------- | ----- |
| Przymknięte | i        |           | u     |
| Średnie     | e        |           | o     |
| Otwarte     | æ        | a         |       |

### Spółgłoski
|              | Wargowe | Przedniojęzykowo-dziąsłowe | Podniebienne | Miękkopodniebne | Języczkowe | Krtaniowe |
| ------------ | ------- | -------------------------- | ------------ | --------------- | ---------- | --------- |
| Nosowe       | m       | n                          |              | ŋ               |            |           |
| Zwarte       | p       | t                          | t͡ʃ           | k               | q          | ʔ         |
| Ejektywne    | pʼ      | tʼ                         | t͡ʃʼ          | kʼ              |            |           |
| Szczelinowe  | f       | s                          |              |                 |            | h         |
| Rotyczne     |         | r - ɾ                      |              |                 |            |           |
| Aproksymanty | w       | l                          | j            |                 |            |           |

## Alfabet
W alfabecie języka kawésqar znajdują się litery oraz dwuznaki: a, æ, c, c', e, f, h, i, j, k, k', l, m, n, o, p, p', q, r, rr, s, t, t', u, w, x.